# Cigogné
Cigogné é uma comuna francesa na região administrativa do Centro, no departamento Indre-et-Loire. Estende-se por uma área de 21,33 km². Em 2010 a comuna tinha 457 habitantes (densidade: 21,4 hab./km²).